# Hesperocharis
Hesperocharis é um género de borboletas da família Pieridae. Elas são nativas das Américas.

## Espécies
- Hesperocharis anguitia (Godart, 1819)
- Hesperocharis costaricensis H. W. Bates, 1866
- Hesperocharis crocea H. W. Bates, 1866
- Hesperocharis emeris (Boisduval, 1836)
- Hesperocharis erota (Lucas, 1852)
- Hesperocharis graphites H. W. Bates, 1864
- Hesperocharis hirlanda (Stoll, [1790])
- Hesperocharis leucania (Boisduval, 1836)
- Hesperocharis marchalii (Guérin-Méneville, [1844])
- Hesperocharis ñambii Salazar & Constantino, 2007
- Hesperocharis nera (Hewitson, 1852)
- Hesperocharis nereina Hopffer, 1874
- Hesperocharis paranensis Schaus, 1898